# Querceto
Querceto ou Castello di Querceto est une frazione, un village, de la commune de  Montecatini Val di Cecina en province de Pise.  Il se trouve au pied du mont Aneo dans la haute vallée de Cecina, à proximité de Volterra,. 